# Countdown 1992–1983
Countdown 1992—1983 — двойной альбом-компиляция группы Pulp, вышедший 22 марта 1996 года.

## Об альбоме
Countdown 1992—1983 содержит наиболее заметные песни с первых трёх альбомов группы (It, Freaks и Separations), а также внеальбомные синглы («Little Girl With Blue Eyes» и «Dogs Are Everywhere») и би-сайды («Death Goes to the Disco», «The Mark Of The Devil», «97 Lovers» и «Blue Glow»). Название альбома отсылает к песне «Countdown», песни расположены в обратной хронологии и 1992 по 1983 годы. Альбом достиг 10-го места в британских чартах.

## Список композиций
Все тексты написаны Джарвисом Кокером.

Все песни написаны Pulp, если не указано другое.

### Disc 1
1. «Countdown» (single version)
2. «Death Goes to the Disco»
  - 1-2 песни с сингла «Countdown»
3. «My Legendary Girlfriend»
4. «Don’t You Want Me Anymore?»
5. «She’s Dead»
6. «Down by the River»
  - 3-6 песни с альбома Separations
7. «I Want You»
8. «Being Followed Home»
9. «Master of the Universe»
10. «Don’t You Know»
11. «They Suffocate at Night»
  - 7-11 песни с альбома Freaks

### Disc 2
1. «Dogs Are Everywhere»
2. «The Mark of the Devil»
3. «97 Lovers»
  - 1-3 песни с сингла «Dogs Are Everywhere»
4. «Little Girl (With Blue Eyes)»
5. «Blue Glow»
  - 4-5 песни с сингла «Little Girl (With Blue Eyes)»
6. «My Lighthouse» (Джарвис Кокер, Саймон Хинклер)
7. «Wishful Thinking» (Джарвис Кокер)
8. «Blue Girls» (Джарвис Кокер)
  - 6-8 песни с альбома It
9. «Countdown» (extended version)
  - 9 песня взята с сингла «Countdown»